# Gornja Sudimlja
Studime e Epërme en albanais et Gornja Sudimlja en serbe latin (en serbe cyrillique : Горња Судимља) est une localité du Kosovo située dans la commune/municipalité de Vushtrri/Vučitrn et dans le district de Mitrovicë/Kosovska Mitrovica. Selon le recensement kosovar de 2011, elle compte 335 habitants, tous albanais.

## Démographie

### Évolution historique de la population dans la localité
| 1948 | 1953 | 1961 | 1971 | 1981 | 1991 | 2011 |
| ---- | ---- | ---- | ---- | ---- | ---- | ---- |
| 258  | 293  | 342  | 401  | 451  | 542  | 335  |

|  |